# Edifici de la Caixa d'Estalvis de Sabadell
Edifici de la Caixa d'Estalvis de Sabadell és una obra de Santa Perpètua de Mogoda (Vallès Occidental) inclosa a l'Inventari del Patrimoni Arquitectònic de Catalunya.

## Descripció
Edifici d'habitatges distribuïts en cinc pisos amb local a la planta baixa de forma circular i construït en vidre, rodejat pels pilars de l'estructura (oficines de l'entitat) i garatge al soterrani.
Té coberta plana, amb façana de maó massís i finestres balconeres de proporció vertical. A la façana, predominen els buits sobre els plens. L'element que sobresurt és el nucli de comunicacions verticals on se situen l'escala i l'ascensor. Aquest nucli està rematat per un mirador. Tot el conjunt és de forma circular.